# Beta Tucanae
Beta Tucanae (β Tuc, förkortat Beta Tuc, β Tuc) som är stjärnans Bayerbeteckning, är en grupp av sex stjärnor belägen i den mellersta delen av stjärnbilden Tukanen och är åtminstone löst bundna till varandra. Den har en skenbar magnitud på 4,36/4,53 och är synlig för blotta ögat där ljusföroreningar ej förekommer. Baserat på parallaxmätning inom Hipparcosuppdraget på ca 24,2 mas, beräknas den befinna sig på ett avstånd på ca 135 ljusår (ca 41 parsek) från solen. Tre av stjärnorna är tillräckligt ljusa och tydliga för att ha fått sina egna Bayerbeteckningar, Beta1 Tucanae, Beta2 Tucanae och Beta3 Tucanae.

## Egenskaper

### Beta1,2Tucanae
De två ljusaste stjärnorna, Beta1 Tucanae och Beta2 Tucanae, även betecknad Beta Tucanae A och Beta Tucanae C, är separerade med 27 bågsekunder eller åtminstone 1  100 astronomiska enheter (AE). De är båda stjärnor i huvudserien. Beta1 är en blåvit stjärna av spektraltyp B med en skenbar magnitud av +4,36 och Beta2 en vit stjärna av spektraltyp A med en skenbar magnitud av +4,53.
Båda dessa ljusa stjärnor har minst en närmare följeslagare klassificerad i huvudserien. Beta Tucanae B av magnitud +13,5 är M3-stjärna, som är en nära följeslagare till Beta1, separerad med 2,4 bågsekunder eller åtminstone 100 AE bort. Beta Tucanae D av magnitud 6, Beta1:s följeslagare och en annan stjärna av spektraltyp A, är separerad med ca 0,38 bågsekunder (16 AU) från Beta-2.

### Beta3Tucanae
Beta3 Tucanae är en dubbelstjärna som är separerad från Beta1 och Beta2 Tucanae med 9 bågminuter, vilket placerar de två systemen åtminstone 23 000 astronomiska enheter (AE) eller 0,37 ljusår ifrån varandra. Det är inte klart hur tätt Beta3 Tucanae är gravitationsbunden till resten av Tucanae-systemet, men alla stjärnor har liknande avstånd från jorden och har en gemensam rörelse genom rymden, vilket tyder på att de gravitativt påverkar varandra till viss del. Båda komponenterna i dubbelstjärnan är vita stjärnor i huvudserien av spektraltyp A och de har skenbar magnitud av +5,8 och +6,0. De är separerade med 0,1 bågsekunder, eller minst 4 astronomiska enheter.